# Tereza Černochová
Tereza Černochová (Praga, 13 luglio 1983) è una cantante ceca.

## Biografia
Tereza Černochová è figlia del cantante rock Karel Černoch. Nell'ottobre del 2000, durante delle riprese televisive per il canale TV Nova, ha incontrato per la prima volta Tereza Kerndlová e Helena Zeťová, con le quali ha formato il girl group Black Milk. Il gruppo, attivo dal 2002 fino al suo scioglimento nel 2005, ha prodotto due album: Modrej dým (2002) e Sedmkrát (2003). Dall'abbandono del gruppo la cantante ha pubblicato due album: Small Monstrosities (2007) e Škrábnutí (2015).
Nel 2010 si è laureata presso la Facoltà di Agrobiologia, alimentazione e risorse naturali dell'Università di Scienze Naturali di Praga nel campo della biotecnologia riproduttiva, ottenendo il titolo di ingegnere.

## Discografia

### Album in studio
- 2007 – Small Monstrosities
- 2015 – Škrábnutí